# Обіточненська сільська рада
| Обіточненська сільська рада — орган місцевого самоврядування у Чернігівському районі Запорізької області з адміністративним центром у с. Обіточне. Дата утворення: 1974 рік. По території, підпорядкованій даній сільській раді, протікає ріка Обіточна. Сільській раді підпорядковані населені пункти: - с. Обіточне - с. Салтичія |

## Склад ради
Рада складається з 12 депутатів та голови. Партійний склад: Самовисування — 11, Радикальна партія Олега Ляшка — 1.

### Керівний склад ради
| ПІБ                       | Основні відомості                                                         | Дата обрання | Дата звільнення |
| ------------------------- | ------------------------------------------------------------------------- | ------------ | --------------- |
| Скрипка Тетяна Григорівна | Сільський голова, 1966 року народження, освіта, член народної партії      | 26.03.2006   | 31.10.2010      |
| Скрипка Тетяна Григорівна | Сільський голова, 1966 року народження, освіта вища, член народної партії | 31.10.2010   | 25.10.2015      |
| Скрипка Тетяна Григорівна | Сільський голова, 1966 року народження, освіта вища, позапартійна         | 25.10.2015   |                 |

Примітка: таблиця складена за даними джерела